# Askoll

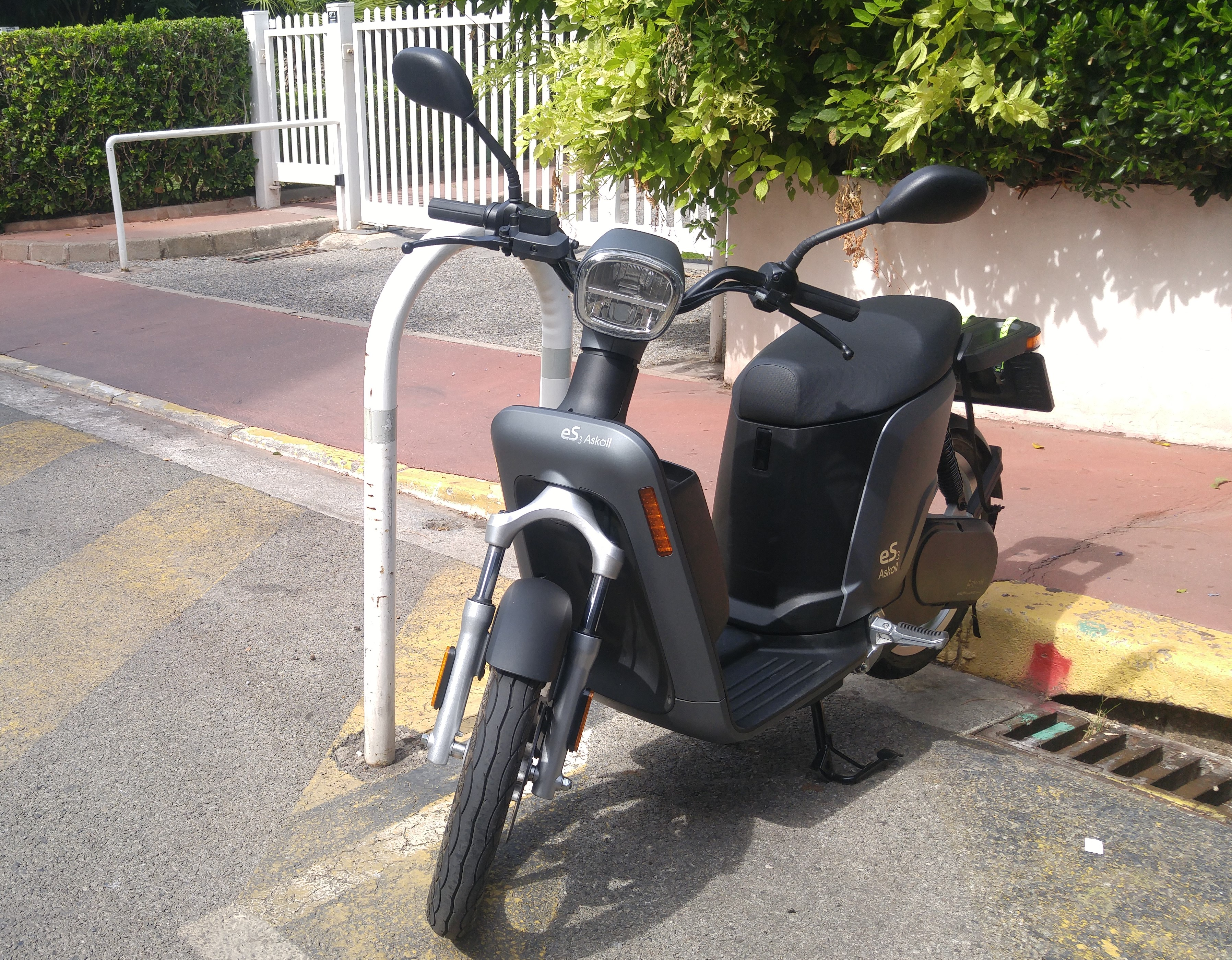
Askoll eS_{3} Motorroller

Die Askoll EVA S.p.A. ist ein börsennotierter italienischer Hersteller von E-Bikes, Elektrorollern, elektrischen Bausätzen und Komponenten. Die Firma gehört mehrheitlich zur italienischen Askoll-Gruppe, die weltweit Elektromotoren und Pumpen für Waschmaschinen, Heizungen und andere Haushaltsgeräte fertigt.

## Geschichte
Askoll EVA wurde 2014 nach zwei Jahren vorbereitender Entwicklungsarbeit innerhalb des Mutterkonzerns von dessen Eigentümer, Elio Marioni, gegründet.
Erste E-Bike- und Rollermodelle kamen 2015 heraus.
2016 präsentierte das Unternehmen den Prototyp eines zweisitzigen Kleinstwagens (Askoll Elò).
Der Mutterkonzern verkaufte eines seiner Werke, um die Aktivitäten von Askoll EVA zu finanzieren,
stoppte sein Kleinstwagenprojekt aber bereits ein Jahr später.
2017 orderte die österreichische Post Askoll-Elektroroller für ihren Zustelldienst.
Mit dem italienischen Scooter Sharing Anbieter MiMoto wurde eine Zusammenarbeit vereinbart.
2018 ging die Firma an die Börse. Im selben Jahr begann eine Partnerschaft mit dem spanischen Scooter Sharing Anbieter Cooltra.
2019 präsentierte Askoll EVA eine Serie von E-Bike-Antrieben, die auch an andere Hersteller verkauft werden.
In den ersten Monaten der COVID-19-Pandemie musste Askoll EVA nach einer Lockdown-Verordnung der italienischen Regierung den Geschäftsbetrieb für sechs Wochen einstellen. Infolge der Pandemie brach das Geschäft im ersten Halbjahr 2020 dramatisch ein (Umsatzrückgang 62 %). Im Sommer 2020 brachte Askoll EVA seine NGS-Rollermodelle heraus, eine Weiterentwicklung der eS-Modelle mit neuem Design, leiserem Antrieb und Bluetooth-Konnektivität.

## Rollermodelle
| Modell        | seit        | Sitzplätze | Leistung (PS) (kW) | Höchstgeschw. (km/h) | Batterie(n) (kWh) | Reichweite 1 (km) | Gewicht 2 (kg) | Gewicht Batterie(n) (kg) |
| eS1           | 2015        | 1          | 2,0 1,5            | 45                   | 1,0               | 40                | 71             | 7,6                      |
| eS2 / eSpro45 | 2016 / 2017 | 2 / 1      | 3,0 2,2            | 45                   | 2,1               | 71                | 82             | 2 x 7,6                  |
| eS3 / eSpro70 | 2017 / 2017 | 2 / 1      | 3,7 2,7            | 66                   | 2,8               | 96                | 86             | 2 x 8,1                  |
| eS2 EVOlution | 2019        | 2          | 3,0 2,2            | 45                   | 2,1               | 71                | 82             | 2 x 7,6                  |
| eS3 EVOlution | 2019        | 2          | 3,7 2,7            | 66                   | 2,8               | 96                | 86             | 2 x 8,1                  |
| NGS1          | 2020        | 2          | 2,0 1,5            | 45                   | 1,0               | 40 / 80           | 71 / 78        | 7,6 / 2 x 7,6            |
| NGS2          | 2020        | 2          | 3,0 2,2            | 45                   | 2,1               | 71                | 82             | 2 x 7,6                  |
| NGS3          | 2020        | 2          | 3,7 2,7            | 66                   | 2,8               | 96                | 83             | 2 x 8,1                  |

Quelle: Askoll EVA

1 gemäß ECE 168/2013

2 mit Batterie(n)